# Institució de les Lletres Catalanes
A Instituição das Letras Catalãs (em catalão e oficialmente: Institució de les Lletres Catalanes) é uma entidade autônoma da Generalidade da Catalunha, que promove a literatura catalã dentro e fora do campo linguístico catalão, oferece ajuda para a criação e pesquisa literária, e incentiva a tradução para outras línguas de obras de criação literária original em Catalão e, também, traduções de obras literárias estrangeiras para o catalão. Também incentiva intercâmbios e encontros entre o mundo da literatura catalã e os de outras áreas linguísticas. Desde março de 2019, seu diretor é Oriol Ponsatí-Murlà.

## História
Fundada em 1937, reuniu intelectuais catalães leais à República durante a Guerra Civil espanhola. Foi concebido e criado por Joan Oliver, Francesc Trabal e Armand Obiols.
Em 2012, celebrou-se seu 75º aniversário com uma exposição retrospectiva no Palau Moja em Barcelona. A mostra se intitulou Un país de lletres (Um País de Letras) e pôde ser vista entre os dias 21 de março e 13 de maio de 2012.